# Michael Wilding
Michael Wilding, de nom Michael Charles Gauntlett Wilding (Leigh-on-Sea, Essex, 23 de juliol de 1912 − Londres, 8 de juliol de 1979) va ser un actor de cinema, teatre i televisió anglès.

## Biografia
El 1933, és contractat per un estudi de cinema londinenc i comença una carrera d'actor.
Va tenir quatre esposes :
- Kay Young, matrimoni el 1937, es divorcia el 1951
- l'actriu Elizabeth Taylor, matrimoni el 1952, es divorcia el 1957
- Susan Neill, matrimoni el 1958, es divorcia el 1962
- l'actriu Margaret Leighton, matrimoni el 1964 fins a la mort d'aquesta el 1976.

Elisabeth Taylor i ell van tenir dos fills: Michael Howard Wilding (nascut el gener de 1953) i Christopher Edward Wilding (nascut el febrer de 1955).
En els anys 1960, va ser forçat a interrompre les seves aparicions a la pantalla per causa de malaltia. Va morir a l'edat de 66 anys de resultes d'una caiguda en una escala causada per una crisi d'epilèpsia. El seu cos va ser incinerat i les seves cendres dispersades.

## Filmografia
- Heads We Go (1933)
- Late Extra (1935)
- Wedding Group (1936)
- There Ain't No Justice (1939) ... Len Charteris
- The Big Blockade (1940) ... capità
- Tilly of Bloomsbury (1940) ... Percy Welwyn
- Convoy (1940) ... Dot
- Sailors Three (1940) ... Johnny Wilding
- Sailors Don't Care (1940) ... Dick
- The Pink Fox (1940) ... Dickie Benson
- The Farmer's Wife (1941) ... Richard Coaker
- Spring Meeting (1941) ... Tony Fox-Collier
- Kipps (1941) ... Ronnie Walshingham
- Cottage to Let (1941) ... Alan Trently
- Ships with Wings (1942) ... Tinent David Grant
- Sang, suor i llàgrimes (In Which We Serve) (1942) ... "Flags," Segon Tinent
- Secret Mission (1942) ... Soldat ras Nobby Clark
- Undercover (1943) ... Constantine
- Dear Octopus (1943) ... Nicholas Randolph
- English Without Tears (1944) ... Tom Gilbey
- Piccadilly Incident (1946) ... capità Alan Pearson
- Carnival (1946) ... Maurice Avery
- The Courtneys of Curzon Street (1947) ... Sir Edward Courtney
- Spring in Park Lane (1948) ... Richard
- Under Capricorn (1949)... Hon. Charles Adare
- Maytime in Mayfair (1949) ... Michael Gore-Brown
- Pànic a l'escenari (Stage Fright) (1950)... Detectiu Insp. Wilfred "Ordinary" Smith
- Into The Blue (1950)... Nicholas Foster
- The Law and the Lady (1951) ... Nigel Duxbury/Lord Henry Minden
- The Lady with a Lamp (1951) ... Sidney Herbert (Lord Herbert of Lea)
- Derby Day (1952) ... David Scott
- Trent's Last Case (1952) ... Philip Trent
- Torch Song (1953) ... Tye Graham
- The Glass Slipper (1955) ... Prince Charles
- The Scarlet Coat (1955) ... Maj. John Andre
- Zarak (1956) ... Maj. Ingram
- Danger Within (1959) ... Maj. Charles Marquand
- The Nacked edge (1961) ... Morris Brooke
- The Best of Enemies (1962) ... Burke
- A Girl Named Tamiko (1963) ... Nigel Costairs
- The Sweet Ride (1968) ... Mr. Cartwright
- Rose rosse per il fuehrer (1968) ... General anglès
- Waterloo (1970) ... Sir William Ponsonby
- Lady Caroline Lamb (1972) ... Lord Holland